# هويوس
بلدية هويوس (بالإسبانية: Hoyos)‏، هي بلدية تقع في مقاطعة قصرش والتي تقع في منطقة إكستريمادورا، غرب إسبانيا.
يبلغ عدد سكانها 1.017 نسمة وفقاً لإحصائية سنة (2002).